# Tramways électriques de Loir-et-Cher

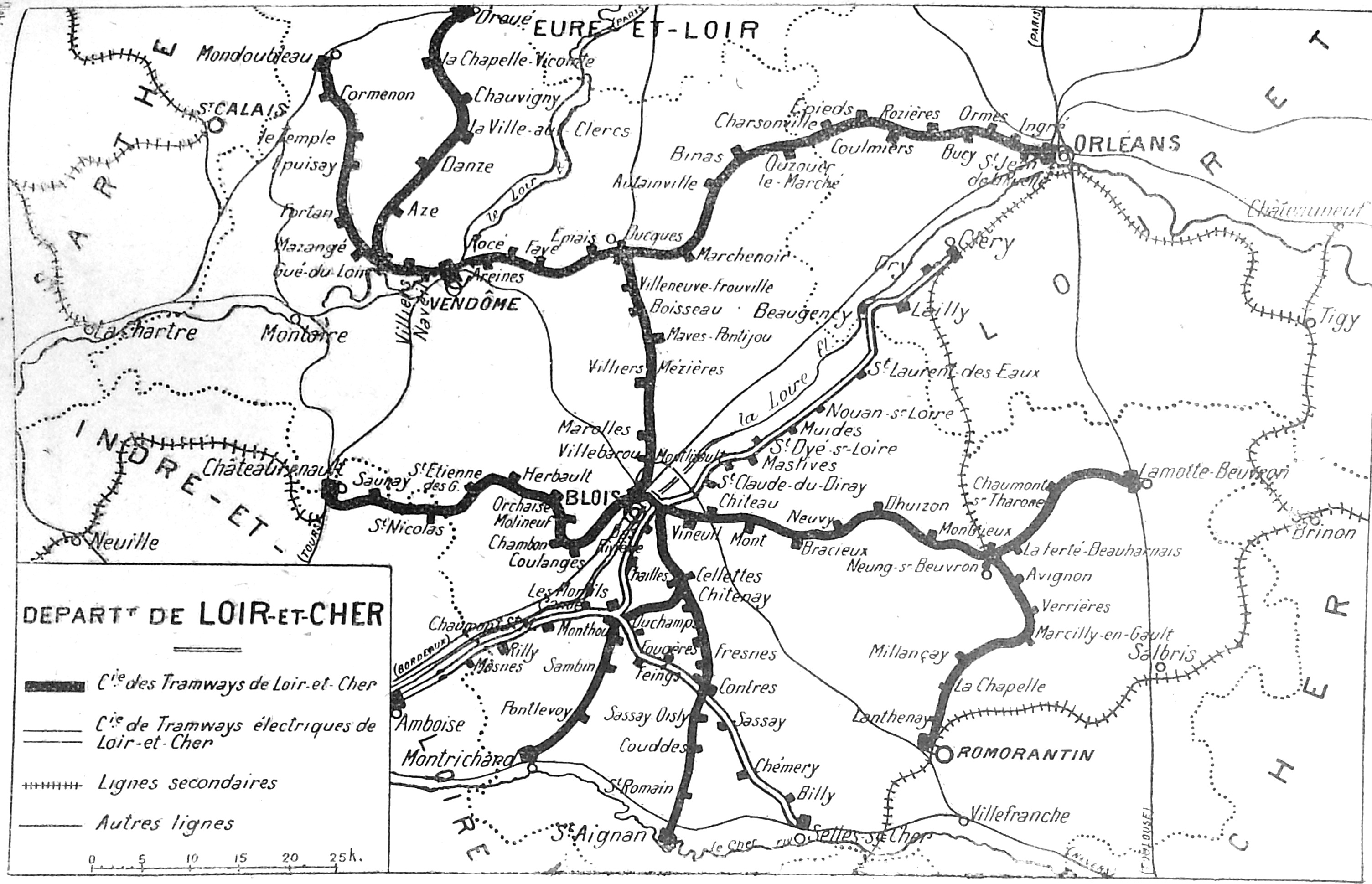
Plan des réseaux de chemins de fer d'intérêt local de Loir-et-Cher en 1928
Les lignes exploitées par le TELC sont en double traits

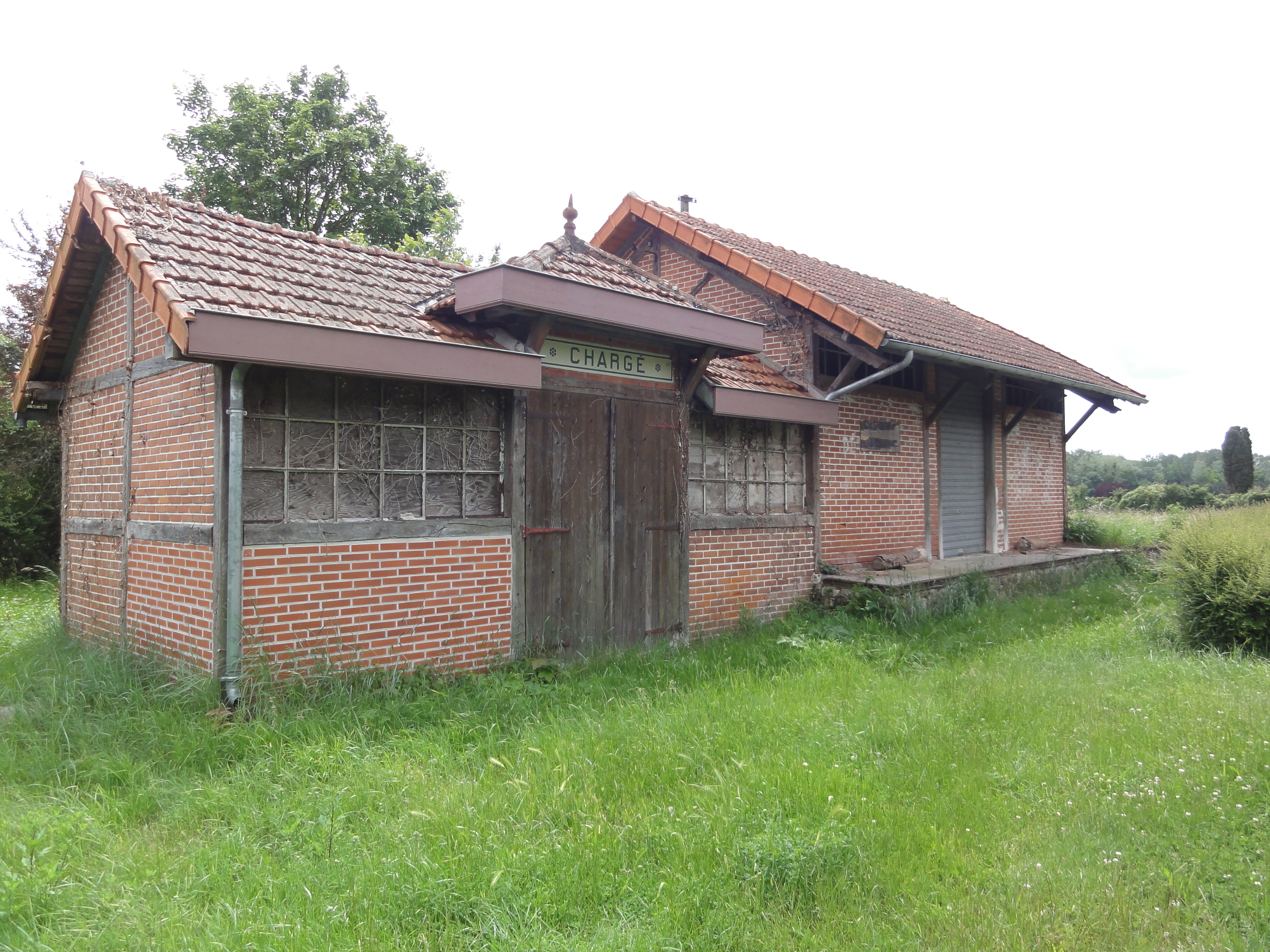
Gare de Chargé (Indre-et-Loire)

Les Tramways Électriques de Loir-et-Cher (TELC) ont construit et exploité un réseau de tramways électriques à voie métrique dans le département de Loir-et-Cher à partir de 1910.
Leur réseau a existé jusqu'au 1er juillet 1934 et était alors complémentaire à celui des Tramways de Loir-et-Cher (TLC) et du chemin de fer de Paris à Orléans (PO).

## Histoire

### Création
La concession d'un réseau est attribuée en 1909 à Charles Lefebvre, ingénieur des ponts et chaussées.
Ce réseau comprend les lignes suivantes, déclarées d'utilité publique le 31 octobre 1910 :
- Amboise à Cléry par les Montils et Blois,
- Les Montils à Contres,
- Oucques à Châteaudun,

En outre, Charles Lefebvre est rétrocessionnaire d'une concession attribuée au PO. Il s'agit de la ligne allant de Contres à Selles-sur-Cher, s'embranchant à Contres sur la ligne de Blois à Saint-Aignan-sur-Cher déjà concédée au PO :
- Contres à Selles-sur-Cher

Charles Lefebvre forme en août 1911, la Société des Tramways électriques de Loir-et-Cher.

### Développement
Le réseau entre en service le 15 octobre 1913 sur un premier tronçon entre Blois-Vienne et Amboise (Indre-et-Loire), parallèlement à la ligne de Paris à Bordeaux qui trône sur la rive droite de la Loire. Sa continuité vers Cléry (Loiret) est ouverte dans la foulée, le 21 novembre de la même année. Quant au prolongement de la ligne de Selles-sur-Cher à Contres, le réseau n'est raccordé aux Montils qu'en 1919, suivi par l'acquisition en 1921 de la partie nord de la ligne Blois–Châteaudun depuis Oucques, en complément des TLC à vapeur.

### Vue d'ensemble du réseau

#### Prolongements du TELC
À plus grande échelle, les lignes du réseau telles que présentées dans cet article s'inscrivent aussi dans des lignes plus larges :
- la ligne d'Amboise à Orléans (via Blois-Vienne et Cléry-Saint-André),
- la ligne de Blois à Châteaudun (via Oucques),
- la ligne de Blois à Selles-sur-Cher (via Les Montils).

Correspondances aux réseaux régionaux
Les lignes du réseau du TELC étaient généralement conçues pour compléter le réseau existant rejoindre des lignes ferroviaires construites quelques décennies plus tôt. Ainsi :
- la gare de Selles-sur-Cher était connectée à la ligne de Vierzon à Saint-Pierre-des-Corps (PO),
- la gare de Vineuil–Saint-Claude à la ligne de Villefranche-sur-Cher à Blois (PO).

### Entre-deux-guerres et disparition
Faute d'usagers et à la suite de la démocratisation des voitures automobiles, le conseil départemental actera la fin des réseaux de tramways TELC et TLC à la fin 1933. Le service prend progressivement et définitivement fin entre le 1er janvier et le 1er juillet 1934.

## Lignes

### Blois–Amboise
Exploitation : 15 octobre 1913 – 1er janvier 1934.
Longueur : 39 km.
Tracé :
- Blois Électrique (tramway de Blois : ❶, ❸ et ❹)
- Bas-Rivière
- Chailles
- Les Montils (correspondance avec Blois–Montrichard et Les Montils–Selles-sur-Cher)
- Candé
- Chaumont-Saint-Martin
- Rilly-sur-Loire
- Mosnes (Indre-et-Loire)
- Amboise (Indre-et-Loire)

### Blois–Cléry
Exploitation : 21 novembre 1913 – 1er janvier 1934.
Longueur : 46 km.
Tracé :
- Blois Électrique (tramway de Blois : ❶, ❸ et ❹)
- Vineuil-Girards
- Vineuil–Saint-Claude (trains régionaux)
- Saint-Claude-de-Diray
- Montlivault
- Maslives
- Saint-Dyé-sur-Loire
- Muides
- Nouan-sur-Loire
- Saint-Laurent-des-Eaux
- Beaugency (Loiret)
- Lailly (Loiret)
- Cléry (Loiret ; correspondance avec Orléans–Neung-sur-Beuvron)

### Les Montils–Selles-sur-Cher
Exploitation : juin 1919 – 1er janvier 1934.
Longueur : 36 km.
Tracé :
- Les Montils (correspondances avec Blois–Amboise et Blois–Montrichard)
- Ouchamps
- Fougères
- Feings
- Contres (correspondances avec Blois–Saint-Aignan)
- Sassay
- Chémery
- Billy
- Selles-sur-Cher (trains régionaux)

### Oucques–Châteaudun
Exploitation : mai 1921 – 1er janvier 1934.
Longueur : 32 km.
Tracé :
- Oucques (correspondances avec Blois–Orléans et Oucques–Vendôme–Mondoubleau)
- Châteaudun (Eure-et-Loir)

### Gare principale et dépôt
La gare principale des TELC se situait à Blois-Vienne (dans la rue Dupré) et se nomme Blois Électrique. Le dépôt et l'usine de production de courant se situent aux Montils.

## Gare de jonctions
Le réseau était relié :
- en gare de Blois, Oucques et Contres avec le réseau de la compagnie des tramways de Loir-et-Cher,
- en gare de Neung-sur-Beuvron au réseau des tramways du Loiret,
- en gare de Blois Électrique avec le réseau des tramways urbains,
- en gare de Vineuil–Saint-Claude avec le PO (ligne de Villefranche-sur-Cher à Blois)

## Alimentation du réseau
L'alimentation du réseau se fait à la tension de 6 000 volts en courant alternatif monophasé.

## Matériel roulant
Matériel d'origine :
- 4 locomotives à vapeur Pinguély type 040t, N° construction (309-312), livrées en 1911
- 12 automotrices à bogies, accès par plate-forme extrêmes, livrées en 1913-14 et 1920
- 12 remorques à bogies, accès par plate-forme extrêmes, livrées en 1913-14 et 1920
- 79 wagons de marchandises, (couverts, tombereaux, plats),
- 2 wagons-grues

Matériel complémentaire :
- automotrice à 2 essieux, accès par plate-forme centrale, livrée en 1921.

## Vestiges et matériels préservés

### Gares
À Blois-Vienne, la gare de Blois Électrique existe toujours au milieu de la rue Dupré. L'édifice, d'abord reconverti en poste centrale de la rive gauche, est aujourd'hui rattaché à l'Association Loisirs et Culture en Vienne (ALCV).
Le bâtiment de la gare de Vineuil–Saint-Claude a été reconverti en habitation privée, mais affiche toujours fièrement le panneau de la station.

### Odonymes
Le tramway électrique du XXe siècle a laissé quelques odonymes après son dernier passage. Ainsi, la commune de Muides-sur-Loire comporte une rue du Tramway, et celle de Saint-Dyé-sur-Loire un chemin du Tramway.